# Список видов семейства Oonopidae
Список всех описанных видов пауков семейства Oonopidae на 12 декабря 2009 года.

## Anophthalmoonops
Anophthalmoonops Benoit, 1976
- Anophthalmoonops thoracotermitis Benoit, 1976 — Ангола

## Antoonops
Antoonops Fannes & Jocque, 2008
- Antoonops bouaflensis Fannes & Jocque, 2008 — Кот-д'Ивуар
- Antoonops corbulo Fannes & Jocque, 2008 — Кот-д'Ивуар, Гана
- Antoonops iita Fannes & Jocque, 2008 — Нигерия
- Antoonops nebula Fannes & Jocque, 2008 — Гана

## Aprusia
Aprusia Simon, 1893
- Aprusia strenuus Simon, 1893 — Шри-Ланка

## Aridella
Aridella Saaristo, 2002
- Aridella bowleri Saaristo, 2002 — Сейшеллы

## Australoonops
Australoonops Hewitt, 1915
- Australoonops granulatus Hewitt, 1915 — Южная Африка

## Bannana
Bannana Tong & Li, 2015 — Юньнань
- Bannana crassispina Tong & Li, 2015
- Bannana parvula Tong & Li, 2015

## Blanioonops
Blanioonops Simon & Fage, 1922
- Blanioonops patellaris Simon & Fage, 1922 — Восточная Африка

## Brignolia
Brignolia Dumitrescu & Georgescu, 1983
- Brignolia cubana Dumitrescu & Georgescu, 1983 — Куба, Йемен, Сейшеллы
- Brignolia recondita (Chickering, 1951) — Панама

## Caecoonops
Caecoonops Benoit, 1964
- Caecoonops apicotermitis Benoit, 1964 — Конго
- Caecoonops cubitermitis Benoit, 1964 — Конго

## Calculus
Calculus Purcell, 1910
- Calculus bicolor Purcell, 1910 — Южная Африка

## Camptoscaphiella
Camptoscaphiella Caporiacco, 1934
- Camptoscaphiella hilaris Brignoli, 1978 — Бутан
- Camptoscaphiella infernalis Harvey & Edward, 2007 — Западная Австралия
- Camptoscaphiella silens Brignoli, 1976 — Непал
- Camptoscaphiella sinensis Deeleman-Reinhold, 1995 — Китай
- Camptoscaphiella strepens Brignoli, 1976 — Непал
- Camptoscaphiella tuberans Tong & Li, 2007 — Китай

## Cousinea
Cousinea Saaristo, 2001
- Cousinea keeleyi Saaristo, 2001 — Сейшеллы

## Coxapopha
Coxapopha Platnick, 2000
- Coxapopha bare Ott & Brescovit, 2004 — Бразилия
- Coxapopha carinata Ott & Brescovit, 2004 — Бразилия
- Coxapopha diblemma Platnick, 2000 — Панама
- Coxapopha yuyapichis Ott & Brescovit, 2004 — Перу

## Dalmasula
Dalmasula Platnick, Szuts & Ubick, 2012
- Dalmasula dodebai Szuts & Ubick, 2012 — Южная Африка
- Dalmasula griswoldi Szuts & Ubick, 2012 — Южная Африка
- Dalmasula lorelei Platnick & Duperre, 2012 — Намибия
- Dalmasula parvimana (Simon, 1910) — Намибия
- Dalmasula tsumkwe Platnick & Duperre, 2012 — Намибия

## Decuana
Decuana Dumitrescu & Georgescu, 1987
- Decuana hispida Dumitrescu & Georgescu, 1987 — Венесуэла

## Diblemma
Diblemma O. P.-Cambridge, 1908
- Diblemma donisthorpei O. P.-Cambridge, 1908 — Сейшеллы, Британия (ввезён)

## Dysderina
Dysderina Simon, 1891
- Dysderina abdita Chickering, 1968 — Панама
- Dysderina belinda Chickering, 1968 — Панама
- Dysderina bimucronata Simon, 1893 — Филиппины
- Dysderina caeca Biraben, 1954 — Аргентина
- Dysderina capensis Simon, 1907 — Южная Африка
- Dysderina concinna Chickering, 1968 — Панама
- Dysderina craneae Chickering, 1968 — Таиланд
- Dysderina desultrix (Keyserling, 1881) — Перу
- Dysderina dura Chickering, 1951 — Панама
- Dysderina furtiva Chickering, 1968 — Ямайка
- Dysderina globina Chickering, 1968 — Доминикана
- Dysderina globosa (Keyserling, 1877) — Колумбия, Перу
- Dysderina granulosa Simon & Fage, 1922 — Восточная Африка
- Dysderina humphreyi Chickering, 1968 — Панама
- Dysderina improvisa Chickering, 1968 — Панама
- Dysderina insularum Roewer, 1963 — Каролинские острова
- Dysderina intempina Chickering, 1968 — Панама
- Dysderina keyserlingi Simon, 1907 — Бразилия
- Dysderina machinator (Keyserling, 1881) — Перу
- Dysderina meridina Chickering, 1968 — Коста-Рика
- Dysderina montana (Keyserling, 1883) — Перу
- Dysderina obtina Chickering, 1968 — Панама
- Dysderina perarmata Fage & Simon, 1936 — Кения
- Dysderina plena O. P.-Cambridge, 1894 — Мексика
- Dysderina potena Chickering, 1968 — Панама
- Dysderina princeps Simon, 1891 — Сент-Винсент
- Dysderina principalis (Keyserling, 1881) — Колумбия
- Dysderina propinqua (Keyserling, 1881) — Колумбия
- Dysderina purpurea Simon, 1893 — Филиппины
- Dysderina recondita Chickering, 1951 — Панама
- Dysderina rigida Chickering, 1968 — Панама
- Dysderina rugosa Bristowe, 1938 — Бразилия
- Dysderina scutata (O. P.-Cambridge, 1876) — Египт
- Dysderina seclusa Chickering, 1951 — Панама
- Dysderina silvatica Chickering, 1951 — Панама
- Dysderina similis (Keyserling, 1881) — Колумбия
- Dysderina simla Chickering, 1968 — Таиланд
- Dysderina soltina Chickering, 1968 — Сент-Винсент
- Dysderina speculifera Simon, 1907 — Южная Африка, Мозамбик
- Dysderina straba Fage, 1936 — Кения
- Dysderina sublaevis Simon, 1907 — Алжир
- Dysderina termitophila Bristowe, 1938 — Бразилия
- Dysderina watina Chickering, 1968 — Коста-Рика
- Dysderina zinona Chickering, 1968 — Сент-Винсент

## Dysderoides
Dysderoides Fage, 1946
- Dysderoides micans (Simon, 1893) — Венесуэла
- Dysderoides typhlos Fage, 1946 — Индия

## Epectris
Epectris Simon, 1893
- Epectris aenobarbus Brignoli, 1978 — Бутан
- Epectris apicalis Simon, 1893 — Тропики
- Epectris conujaingensis Xu, 1986 — Китай
- Epectris mollis Simon, 1907 — Шри-Ланка

## Escaphiella
Escaphiella Platnick & Duperre, 2009
- Escaphiella acapulco Platnick & Duperre, 2009 — Мексика
- Escaphiella aratau Platnick & Duperre, 2009 — Бразилия
- Escaphiella argentina (Biraben, 1954) — Аргентина
- Escaphiella bahia Platnick & Duperre, 2009 — Бразилия
- Escaphiella betin Platnick & Duperre, 2009 — Колумбия
- Escaphiella blumenau Platnick & Duperre, 2009 — Бразилия
- Escaphiella bolivar Platnick & Duperre, 2009 — Венесуэла
- Escaphiella cachimbo Platnick & Duperre, 2009 — Бразилия
- Escaphiella catemaco Platnick & Duperre, 2009 — Мексика
- Escaphiella chiapa Platnick & Duperre, 2009 — Мексика
- Escaphiella cidades Platnick & Duperre, 2009 — Бразилия
- Escaphiella colima Platnick & Duperre, 2009 — Мексика
- Escaphiella cristobal Platnick & Duperre, 2009 — Галапагоссы
- Escaphiella exlineae Platnick & Duperre, 2009 — Перу
- Escaphiella gertschi (Chickering, 1951) — Панама, Колумбия, Венесуэла, Ямайка, Галапагоссы
- Escaphiella gigantea Platnick & Duperre, 2009 — Колумбия
- Escaphiella hespera (Chamberlin, 1924) — США, Мексика
- Escaphiella hesperoides Platnick & Duperre, 2009 — Бразилия
- Escaphiella iguala (Gertsch & Davis, 1942) — Мексика
- Escaphiella isabela Platnick & Duperre, 2009 — Галапагоссы
- Escaphiella itys (Simon, 1893) — Каймановы Острова, Ямайка, Кюрасао, Венесуэла
- Escaphiella litoris (Chamberlin, 1924) — США, Мексика
- Escaphiella maculosa Platnick & Duperre, 2009 — Бразилия
- Escaphiella magna Platnick & Duperre, 2009 — Мексика
- Escaphiella morro Platnick & Duperre, 2009 — Бразилия
- Escaphiella nayarit Platnick & Duperre, 2009 — Мексика
- Escaphiella nye Platnick & Duperre, 2009 — США
- Escaphiella ocoa Platnick & Duperre, 2009 — Чили
- Escaphiella olivacea Platnick & Duperre, 2009 — Мексика
- Escaphiella peckorum Platnick & Duperre, 2009 — Аргентина
- Escaphiella pocone Platnick & Duperre, 2009 — Бразилия
- Escaphiella ramirezi Platnick & Duperre, 2009 — Аргентина, Уругвай
- Escaphiella schmidti (Reimoser, 1939) — Никарагуа, Коста-Рика
- Escaphiella tayrona Platnick & Duperre, 2009 — Колумбия
- Escaphiella tonila Platnick & Duperre, 2009 — Мексика
- Escaphiella viquezi Platnick & Duperre, 2009 — Гондурас, Никарагуа

## Farqua
Farqua Saaristo, 2001
- Farqua quadrimaculata Saaristo, 2001 — Фаркуар

## Ferchestina
Ferchestina Saaristo & Marusik, 2004
- Ferchestina storozhenkoi Saaristo & Marusik, 2004 — Россия

## Gamasomorpha
Gamasomorpha Karsch, 1881
- Gamasomorpha anhuiensis Song & Xu, 1984 — Китай
- Gamasomorpha arabica Simon, 1893 — Средний Восток
- Gamasomorpha austera Simon, 1898 — Сейшеллы
- Gamasomorpha australis Hewitt, 1915 — Южная Африка
- Gamasomorpha barbifera Tong & Li, 2007 — Китай
- Gamasomorpha bipeltis (Thorell, 1895) — Мьянма
- Gamasomorpha brasiliana Bristowe, 1938 — Бразилия
- Gamasomorpha camelina Simon, 1893 — Сингапур
- Gamasomorpha cataphracta Karsch, 1881 — Корея, Тайвань, Япония, Филиппины
- Gamasomorpha clarki Hickman, 1950 — Австралия
- Gamasomorpha clypeolaria Simon, 1907 — Индия
- Gamasomorpha comosa Tong & Li, 2009 — Китай
- Gamasomorpha deksam Saaristo & van Harten, 2002 — Сокотра
- Gamasomorpha gershomi Saaristo, 2007 — Израиль
- Gamasomorpha humicola Lawrence, 1947 — Южная Африка
- Gamasomorpha humilis Mello-Leitao, 1920 — Бразилия
- Gamasomorpha inclusa (Thorell, 1887) — Мьянма
- Gamasomorpha insularis Simon, 1907 — Мадейра, Биоко, Сен-Томе, Остров Святой Елены, Маврикий, Йемен, Сейшеллы
- Gamasomorpha jeanneli Fage, 1936 — Кения
- Gamasomorpha kabulensis Roewer, 1960 — Афганистан
- Gamasomorpha kraepelini Simon, 1905 — Ява
- Gamasomorpha kusumii Komatsu, 1963 — Япония
- Gamasomorpha lalana Suman, 1965 — Гавайи, Япония
- Gamasomorpha linzhiensis Hu, 2001 — Китай
- Gamasomorpha longisetosa Lawrence, 1952 — Южная Африка
- Gamasomorpha lutzi (Petrunkevitch, 1929) — от США до Панамы, Вест-Индия
- Gamasomorpha maschwitzi Wunderlich, 1995 — Малайзия
- Gamasomorpha microps Simon, 1907 — Шри-Ланка
- Gamasomorpha minima Berland, 1942 — Острова Феникс
- Gamasomorpha mornensis Benoit, 1979 — Сейшеллы
- Gamasomorpha m-scripta Biraben, 1954 — Аргентина
- Gamasomorpha nigrilineata Xu, 1986 — Китай
- Gamasomorpha nigripalpis Simon, 1893 — Индия, Шри-Ланка
- Gamasomorpha nitida Simon, 1893 — Филиппины
- Gamasomorpha parmata (Thorell, 1890) — Суматра, Ява, Ломбок
- Gamasomorpha patquiana Biraben, 1954 — Аргентина
- Gamasomorpha perplexa Bryant, 1942 — Виргинские Острова
- Gamasomorpha plana (Keyserling, 1883) — Перу
- Gamasomorpha platensis Biraben, 1954 — Аргентина
- Gamasomorpha porcina Simon, 1909 — Вьетнам
- Gamasomorpha psyllodes Thorell, 1897 — Мьянма
- Gamasomorpha puberula (Simon, 1893) — Венесуэла
- Gamasomorpha pusilla Berland, 1914 — Восточная Африка
- Gamasomorpha rufa Banks, 1898 — Мексика
- Gamasomorpha sculptilis Thorell, 1897 — Мьянма
- Gamasomorpha semitecta Simon, 1907 — Суматра
- Gamasomorpha servula Simon, 1908 — Западная Австралия
- Gamasomorpha seximpressa Simon, 1907 — Ява
- Gamasomorpha silvestris (Simon, 1893) — Венесуэла
- Gamasomorpha simplex (Simon, 1891) — Сент-Винсент
- Gamasomorpha subclathrata Simon, 1907 — Шри-Ланка
- Gamasomorpha taprobanica Simon, 1893 — Индия, Шри-Ланка
- Gamasomorpha testudinella Berland, 1914 — Восточная Африка
- Gamasomorpha tovarensis (Simon, 1893) — Венесуэла
- Gamasomorpha vianai Biraben, 1954 — Аргентина
- Gamasomorpha virgulata Tong & Li, 2009 — Китай
- Gamasomorpha wasmanniae Mello-Leitao, 1939 — Аргентина

## Grymeus
Grymeus Harvey, 1987
- Grymeus barbatus Harvey, 1987 — Южная Австралия
- Grymeus robertsi Harvey, 1987 — Виктория
- Grymeus yanga Harvey, 1987 — Виктория, Новый Южный Уэльс

## Heteroonops
Heteroonops Dalmas, 1916
- Heteroonops andros Platnick & Duperre, 2009 — Багамы
- Heteroonops castelloides Platnick & Duperre, 2009 — Гаити
- Heteroonops castellus (Chickering, 1971) — Пуэрто-Рико, Виргинские Острова
- Heteroonops colombi Dumitrescu & Georgescu, 1983 — Куба
- Heteroonops croix Platnick & Duperre, 2009 — Виргинские Острова
- Heteroonops iviei Platnick & Duperre, 2009 — Гаити
- Heteroonops macaque Platnick & Duperre, 2009 — Доминикана
- Heteroonops murphyorum Platnick & Duperre, 2009 — Коста-Рика
- Heteroonops saba Platnick & Duperre, 2009 — Саба, Монтсеррат
- Heteroonops singulus (Gertsch & Davis, 1942) — Мексика
- Heteroonops spinigata Platnick & Duperre, 2009 — Ямайка
- Heteroonops spinimanus (Simon, 1891) — Тропики, ввезён повсеместно
- Heteroonops toro Platnick & Duperre, 2009 — Пуэрто-Рико
- Heteroonops validus (Bryant, 1948) — Гаити
- Heteroonops vega Platnick & Duperre, 2009 — Гаити

## Hypnoonops
Hypnoonops Benoit, 1977
- Hypnoonops lejeunei Benoit, 1977 — Конго

## Hytanis
Hytanis Simon, 1893
- Hytanis oblonga Simon, 1893 — Венесуэла

## Ischnothyrella
Ischnothyrella Saaristo, 2001
- Ischnothyrella jivani (Benoit, 1979) — Сейшеллы

## Ischnothyreus
Ischnothyreus Simon, 1893
- Ischnothyreus aculeatus (Simon, 1893) — Суматра, Филиппины
- Ischnothyreus bipartitus Simon, 1893 — Шри-Ланка
- Ischnothyreus browni Chickering, 1968 — Коста-Рика
- Ischnothyreus campanaceus Tong & Li, 2008 — Китай
- Ischnothyreus darwini Edward & Harvey, 2009 — Северные Территории
- Ischnothyreus deccanensis Tikader & Malhotra, 1974 — Индия
- Ischnothyreus falcatus Tong & Li, 2008 — Китай
- Ischnothyreus flagellichelis Xu, 1989 — Китай
- Ischnothyreus hanae Tong & Li, 2008 — Китай
- Ischnothyreus indressus Chickering, 1968 — Виргинские и Наветренные острова
- Ischnothyreus khamis Saaristo & van Harten, 2006 — Йемен
- Ischnothyreus lanutoo Marples, 1955 — Самоа
- Ischnothyreus linzhiensis Hu, 2001 — Китай
- Ischnothyreus lymphaseus Simon, 1893 — Шри-Ланка
- Ischnothyreus narutomii (Nakatsudi, 1942) — Китай, Тайвань, Япония
- Ischnothyreus pacificus Roewer, 1963 — Микронезия
- Ischnothyreus peltifer (Simon, 1891) — от США до Панамы, Вест-Индия, Остров Святой Елены, Йемен, Китай, Тайвань, Гавайи
- Ischnothyreus qianlongae Tong & Li, 2008 — Китай
- Ischnothyreus serpentinum Saaristo, 2001 — Сейшеллы
- Ischnothyreus shillongensis Tikader, 1968 — Индия, Бутан
- Ischnothyreus subaculeatus Roewer, 1938 — Молуккские острова
- Ischnothyreus velox Jackson, 1908 — Сейшеллы, Египт, Европа (ввезён)
- Ischnothyreus vestigator Simon, 1893 — Шри-Ланка
- Ischnothyreus yueluensis Yin & Wang, 1984 — Китай

## Kapitia
Kapitia Forster, 1956
- Kapitia obscura Forster, 1956 — Новая Зеландия

## Khamisia
Khamisia Saaristo & van Harten, 2006
- Khamisia banisad Saaristo & van Harten, 2006 — Йемен

## Kijabe
Kijabe Berland, 1914
- Kijabe ensifera Caporiacco, 1949 — Кения
- Kijabe paradoxa Berland, 1914 — Восточная Африка

## Lionneta
Lionneta Benoit, 1979
- Lionneta gerlachi Saaristo, 2001 — Сейшеллы
- Lionneta mahensis Benoit, 1979 — Сейшеллы
- Lionneta orophila (Benoit, 1979) — Сейшеллы
- Lionneta praslinensis Benoit, 1979 — Сейшеллы
- Lionneta savyi (Benoit, 1979) — Сейшеллы
- Lionneta sechellensis Benoit, 1979 — Сейшеллы
- Lionneta silhouettei Benoit, 1979 — Сейшеллы
- Lionneta veli Saaristo, 2002 — Сейшеллы

## Lisna
Lisna Saaristo, 2001
- Lisna trichinalis (Benoit, 1979) — Сейшеллы

## Lucetia
Lucetia Dumitrescu & Georgescu, 1983
- Lucetia distincta Dumitrescu & Georgescu, 1983 — Куба, Венесуэла

## Marsupopaea
Marsupopaea Cooke, 1972
- Marsupopaea cupida (Keyserling, 1881) — Колумбия
- Marsupopaea sturmi Cooke, 1972 — Колумбия

## Megabulbus
Megabulbus Saaristo, 2007
- Megabulbus sansan Saaristo, 2007 — Израиль

## Megaoonops
Megaoonops Saaristo, 2007
- Megaoonops avrona Saaristo, 2007 — Израиль

## Myrmopopaea
Myrmopopaea Reimoser, 1933
- Myrmopopaea jacobsoni Reimoser, 1933 — Суматра

## Neoxyphinus
Neoxyphinus Biraben, 1953
- Neoxyphinus ogloblini Biraben, 1953 — Аргентина
- Neoxyphinus xyphinoides (Chamberlin & Ivie, 1942) — Гайана

## Nephrochirus
Nephrochirus Simon, 1910
- Nephrochirus copulatus Simon, 1910 — Намибия

## Oonopinus
Oonopinus Simon, 1893
- Oonopinus angustatus (Simon, 1882) — Испания, Франция, Корсика, Алжир
- Oonopinus argentinus Biraben, 1955 — Аргентина
- Oonopinus aurantiacus Simon, 1893 — Венесуэла
- Oonopinus bistriatus Simon, 1907 — Сьерра-Леоне
- Oonopinus centralis Gertsch, 1941 — Панама
- Oonopinus corneus Tong & Li, 2008 — Китай
- Oonopinus ionicus Brignoli, 1979 — Греция
- Oonopinus kilikus Suman, 1965 — Сейшеллы, Гавайи
- Oonopinus modestus Chickering, 1951 — Панама
- Oonopinus oceanicus Marples, 1955 — Самоа, Ниуэ
- Oonopinus pilulus Suman, 1965 — Китай, Гавайи
- Oonopinus pretiosus Bryant, 1942 — Виргинские Острова
- Oonopinus pruvotae Berland, 1929 — Новая Каледония

## Oonopoides
Oonopoides Bryant, 1940
- Oonopoides bolivari Dumitrescu & Georgescu, 1987 — Венесуэла
- Oonopoides cavernicola Dumitrescu & Georgescu, 1983 — Куба
- Oonopoides habanensis Dumitrescu & Georgescu, 1983 — Куба
- Oonopoides humboldti Dumitrescu & Georgescu, 1983 — Куба
- Oonopoides maxillaris Bryant, 1940 — Куба
- Oonopoides orghidani Dumitrescu & Georgescu, 1983 — Куба
- Oonopoides pilosus Dumitrescu & Georgescu, 1983 — Куба
- Oonopoides singularis Dumitrescu & Georgescu, 1983 — Куба
- Oonopoides zullinii Brignoli, 1974 — Мексика

## Oonops
Oonops Templeton, 1835
- Oonops acanthopus Simon, 1907 — Бразилия
- Oonops alticola Berland, 1914 — Восточная Африка
- Oonops amacus Chickering, 1970 — Таиланд
- Oonops amoenus Dalmas, 1916 — Франция
- Oonops anoxus Chickering, 1970 — Панама
- Oonops aristelus Chickering, 1972 — Антигуа
- Oonops balanus Chickering, 1971 — Вест-Индия
- Oonops caecus Benoit, 1975 — Лесото
- Oonops chickeringi Brignoli, 1974 — Мексика
- Oonops chilapensis Chamberlin & Ivie, 1936 — Мексика
- Oonops citrinus Berland, 1914 — Восточная Африка
- Oonops cubanus Dumitrescu & Georgescu, 1983 — Куба
- Oonops cuervus Gertsch & Davis, 1942 — Мексика
- Oonops domesticus Dalmas, 1916 — Западная Европа до России
- Oonops donaldi Chickering, 1951 — Панама
- Oonops ebenecus Chickering, 1972 — Пуэрто-Рико
- Oonops endicus Chickering, 1971 — Багамы
- Oonops erinaceus Benoit, 1977 — Остров Святой Елены
- Oonops figuratus Simon, 1891 — Сент-Винсент, Венесуэла
- Oonops floridanus (Chamberlin & Ivie, 1935) — США
- Oonops furtivus Gertsch, 1936 — США
- Oonops gertschi Chickering, 1971 — Багамы
- Oonops globimanus Simon, 1891 — Сент-Винсент, Венесуэла
- Oonops hasselti Strand, 1906 — Скандинавия
- Oonops itascus Chickering, 1970 — Таиланд
- Oonops leai Rainbow, 1920 — Лорд-Хау
- Oonops leitaoni Bristowe, 1938 — Бразилия
- Oonops longespinosus Denis, 1937 — Алжир
- Oonops longipes Berland, 1914 — Восточная Африка
- Oonops loxoscelinus Simon, 1893 — Венесуэла
- Oonops lubricus Dalmas, 1916 — Франция
- Oonops mahnerti Brignoli, 1974 — Греция
- Oonops mckenziei Gertsch, 1977 — Мексика
- Oonops minutus Dumitrescu & Georgescu, 1983 — Куба
- Oonops mitchelli Gertsch, 1977 — Мексика
- Oonops nigromaculatus Mello-Leitao, 1944 — Аргентина
- Oonops oblucus Chickering, 1972 — Ямайка
- Oonops olitor Simon, 1910 — Алжир
- Oonops ornatus Chickering, 1970 — Панама
- Oonops pallidulus (Chickering, 1951) — Панама, Ямайка
- Oonops persitus Chickering, 1970 — Панама
- Oonops petulans Gertsch & Davis, 1942 — Мексика
- Oonops placidus Dalmas, 1916 — Франция
  - Oonops placidus corsicus Dalmas, 1916 — Франция, Италия
- Oonops procerus Simon, 1882 — Франция, Испания
- Oonops propinquus Dumitrescu & Georgescu, 1983 — Куба
- Oonops puebla Gertsch & Davis, 1942 — Мексика
- Oonops pulcher Templeton, 1835 — Европа до Украины, Северная Африка, Тасмания
  - Oonops pulcher hispanicus Dalmas, 1916 — Испания
- Oonops pulicarius Simon, 1891 — Сент-Винсент, Венесуэла
- Oonops reddelli Gertsch, 1977 — Мексика
- Oonops reticulatus Petrunkevitch, 1925 — Коста-Рика, Панама, Пуэрто-Рико, Таиланд
- Oonops ronoxus Chickering, 1971 — Виргинские Острова
- Oonops rowlandi Gertsch, 1977 — Мексика
- Oonops sativus Chickering, 1970 — Таиланд
- Oonops secretus Gertsch, 1936 — США
- Oonops sicorius Chickering, 1970 — Кюрасао
- Oonops sonora Gertsch & Davis, 1942 — Мексика
- Oonops stylifer Gertsch, 1936 — США
- Oonops tectulus Chickering, 1970 — Таиланд
- Oonops tenebus Chickering, 1970 — Панама
- Oonops tolucanus Gertsch & Davis, 1942 — Мексика
- Oonops trapellus Chickering, 1970 — Таиланд
- Oonops triangulipes Karsch, 1881 — Микронезия
- Oonops tubulatus Dalmas, 1916 — Portugal, Алжир
- Oonops tucumanus Simon, 1907 — Аргентина
- Oonops vestus Chickering, 1970 — Таиланд
- Oonops viridans Bryant, 1942 — Пуэрто-Рико
- Oonops zeteki Chickering, 1951 — Панама

## Opopaea
Opopaea Simon, 1891
- Opopaea alje Saaristo & Marusik, 2008 — Танзания
- Opopaea ambigua Simon, 1893 — Шри-Ланка
- Opopaea banksi (Hickman, 1950) — Австралия
- Opopaea batanguena Barrion & Litsinger, 1995 — Филиппины
- Opopaea berlandi (Simon & Fage, 1922) — Восточная Африка
- Opopaea botswana Saaristo & Marusik, 2008 — Ботсвана
- Opopaea broadwater Baehr, 2013 — Квинсленд, Австралия
- Opopaea calona Chickering, 1969 — США
- Opopaea concolor (Blackwall, 1859) — Тропики
- Opopaea cornuta Yin & Wang, 1984 — Китай
- Opopaea deserticola Simon, 1891 — Тропики
- Opopaea ectognophus Harvey & Edward, 2007 — Западная Австралия
- Opopaea euphorbicola Strand, 1909 — Остров Вознесения
- Opopaea floridana (Banks, 1896) — США
- Opopaea fosuma Burger, 2002 — Суматра
- Opopaea foveolata Roewer, 1963 — Микронезия
- Opopaea gabon Saaristo & Marusik, 2008 — Габон
- Opopaea gaborone Saaristo & Marusik, 2008 — Ботсвана
- Opopaea gibbifera Tong & Li, 2008 — Китай
- Opopaea hoplites (Berland, 1914) — Восточная Африка
- Opopaea ita Ott, 2003 — Бразилия
- Opopaea kulczynskii (Berland, 1914) — Восточная Африка
- Opopaea lingua Saaristo, 2007 — Израиль
- Opopaea margaritae (Denis, 1947) — Египт
- Opopaea mattica Simon, 1893 — Габон, Южная Африка
- Opopaea media Song & Xu, 1984 — Китай
- Opopaea meditata Gertsch & Davis, 1936 — США
- Opopaea nibasa Saaristo & van Harten, 2006 — Йемен
- Opopaea phineus Harvey & Edward, 2007 — Западная Австралия
- Opopaea plumula Yin & Wang, 1984 — Китай
- Opopaea probosciella Saaristo, 2001 — Сейшеллы
- Opopaea punctata (O. P.-Cambridge, 1872) — Ливан, Израиль
- Opopaea sallami Saaristo & van Harten, 2006 — Йемен
- Opopaea sanaa Saaristo & van Harten, 2006 — Йемен
- Opopaea santschii Brignoli, 1974 — Тунис, Кипр, Египт, Израиль
- Opopaea sauteri Brignoli, 1974 — Тайвань
- Opopaea sedata Gertsch & Mulaik, 1940 — США
- Opopaea shanasi Saaristo, 2007 — Израиль
- Opopaea silhouettei (Benoit, 1979) — Сейшеллы, Остров Пасхи
- Opopaea simoni (Berland, 1914) — Восточная Африка
- Opopaea speciosa (Lawrence, 1952) — Южная Африка, Йемен
- Opopaea spinosa Saaristo & van Harten, 2006 — Йемен
- Opopaea sponsa Brignoli, 1978 — Бутан
- Opopaea sudan Saaristo & Marusik, 2008 — Судан
- Opopaea suspecta Saaristo, 2002 — Сейшеллы
- Opopaea syarakui (Komatsu, 1967) — Япония
- Opopaea viamao Ott, 2003 — Бразилия

## Orchestina
Orchestina Simon, 1882
- Orchestina aerumnae Brignoli, 1978 — Бутан
- Orchestina algerica Dalmas, 1916 — Алжир
- Orchestina arabica Dalmas, 1916 — Йемен
- Orchestina aureola Tong & Li, 2011 — Хайнань (Китай)[1]
- Orchestina bedu Saaristo & van Harten, 2002 — Сокотра
- Orchestina cincta Simon, 1893 — Южная Африка
- Orchestina clavulata Tong & Li, 2011 — Хайнань (Китай)[1]
- Orchestina dalmasi Denis, 1956 — Марокко
- Orchestina dalmasi Wunderlich, 2008 — Малайзия
- Orchestina dentifera Simon, 1893 — Шри-Ланка
- Orchestina dubia O. P.-Cambridge, 1911 — Британия (ввезён)
- Orchestina ebriola Brignoli, 1972 — Греция
- Orchestina elegans Simon, 1893 — Филиппины
- Orchestina flagella Saaristo & van Harten, 2006 — Йемен
- Orchestina flava Ono, 2005 — Япония
- Orchestina foa Saaristo & van Harten, 2002 — Сокотра
- Orchestina furcillata Wunderlich, 2008 — Азорские Острова
- Orchestina hammamali Saaristo & van Harten, 2006 — Йемен
- Orchestina justini Saaristo, 2001 — Сейшеллы
- Orchestina lahj Saaristo & van Harten, 2006 — Йемен
- Orchestina launcestoniensis Hickman, 1932 — Тасмания
- Orchestina longipes Dalmas, 1922 — Италия
- Orchestina manicata Simon, 1893 — Йемен, Шри-Ланка, Вьетнам
- Orchestina maureen Saaristo, 2001 — Сейшеллы
- Orchestina minutissima Denis, 1937 — Алжир
- Orchestina mirabilis Saaristo & van Harten, 2006 — Йемен
- Orchestina moaba Chamberlin & Ivie, 1935 — США
- Orchestina nadleri Chickering, 1969 — США
- Orchestina obscura Chamberlin & Ivie, 1942 — США
- Orchestina okitsui Oi, 1958 — Япония
- Orchestina paupercula Dalmas, 1916 — Габон
- Orchestina pavesii (Simon, 1873) — от Испании до Словакии, Болгария, Алжир, Канарские Острова, Египт, Йемен
- Orchestina pavesiiformis Saaristo, 2007 — Израиль
- Orchestina pilifera Dalmas, 1916 — Шри-Ланка
- Orchestina saltabunda Simon, 1893 — Венесуэла
- Orchestina saltitans Banks, 1894 — США
- Orchestina sanguinea Oi, 1955 — Япония
- Orchestina sechellorum Benoit, 1979 — Сейшеллы
- Orchestina sedotmikha Saaristo, 2007 — Израиль
- Orchestina setosa Dalmas, 1916 — Франция, Италия
- Orchestina simoni Dalmas, 1916 — Франция, Италия, Греция
- Orchestina sinensis Xu, 1987 — Китай
- Orchestina striata Simon, 1909 — Вьетнам
- Orchestina thoracica Xu, 1987 — Китай
- Orchestina trunculata Tong & Li, 2011 — Хайнань (Китай)[1]
- Orchestina tubifera Simon, 1893 — Шри-Ланка
- Orchestina tubulata Tong & Li, 2011 — Хайнань (Китай)[1]
- Orchestina utahana Chamberlin & Ivie, 1935 — США
- Orchestina vainuia Marples, 1955 — Самоа
- Orchestina yinggezui Tong & Li, 2011 — Хайнань (Китай)[1]
- Orchestina zhengi Tong & Li, 2011 — Хайнань (Китай)[1]

## Ovobulbus
Ovobulbus Saaristo, 2007
- Ovobulbus boker Saaristo, 2007 — Израиль
- Ovobulbus bokerella Saaristo, 2007 — Египт, Израиль
- Ovobulbus elot Saaristo, 2007 — Израиль

## Patri
Patri Saaristo, 2001
- Patri david (Benoit, 1979) — Сейшеллы

## Pelicinus
Pelicinus Simon, 1891
- Pelicinus mahei (Benoit, 1979) — Канарские Острова, Сейшеллы
- Pelicinus marmoratus Simon, 1891 — Сент-Винсент
- Pelicinus saaristoi Ott & Harvey, 2008 — Западная Австралия

## Pescennina
Pescennina Simon, 1903
- Pescennina epularis Simon, 1903 — Венесуэла

## Plectoptilus
Plectoptilus Simon, 1905
- Plectoptilus myops Simon, 1905 — Ява

## Predatoroonops
- Predatoroonops Rheims & Ott, 2012

- Predatoroonops anna Brescovit, Rheims & Bonaldo, 2012   — Бразилия
- Predatoroonops billy Brescovit, Rheims & Ott, 2012  — Бразилия
- Predatoroonops blain Brescovit, Rheims & Ott, 2012  — Бразилия
- Predatoroonops chicano Brescovit, Rheims & Santos, 2012  — Бразилия
- Predatoroonops dillon Brescovit, Rheims & Bonaldo, 2012  — Бразилия
- Predatoroonops dutch Brescovit, Rheims & Bonaldo, 2012  — Бразилия
- Predatoroonops maceliot Brescovit, Rheims & Ott, 2012  — Бразилия
- Predatoroonops mctiernani Brescovit, Rheims & Santos, 2012  — Бразилия
- Predatoroonops olddemon Brescovit, Rheims & Santos, 2012  — Бразилия
- Predatoroonops peterhalli Brescovit, Rheims & Santos, 2012  — Бразилия
- Predatoroonops phillips Brescovit, Rheims & Santos, 2012  — Бразилия
- Predatoroonops poncho Brescovit, Rheims & Ott, 2012  — Бразилия
- Predatoroonops rickhawkins Brescovit, Rheims & Bonaldo, 2012  — Бразилия
- Predatoroonops schwarzeneggeri Brescovit, Rheims & Ott, 2012  — Бразилия
- Predatoroonops vallarta Brescovit, Rheims & Bonaldo, 2012  — Бразилия
- Predatoroonops valverde Brescovit, Rheims & Ott, 2012  — Бразилия
- Predatoroonops yautja Brescovit, Rheims & Santos, 2012  — Бразилия

## Prida
Prida Saaristo, 2001
- Prida sechellensis (Benoit, 1979) — Сейшеллы

## Prodysderina
Prodysderina Dumitrescu & Georgescu, 1987
- Prodysderina armata (Simon, 1891) — Венесуэла
- Prodysderina spinigera (Simon, 1891) — Малые Антильские острова, Венесуэла

## Pseudoscaphiella
Pseudoscaphiella Simon, 1907
- Pseudoscaphiella parasita Simon, 1907 — Южная Африка

## Pseudotriaeris
Pseudotriaeris Brignoli, 1974
- Pseudotriaeris karschi (Bosenberg & Strand, 1906) — Китай, Япония

## Scaphiella
Scaphiella Simon, 1891
- Scaphiella agocena Chickering, 1968 — Кюрасао
- Scaphiella barroana Gertsch, 1941 — Панама
- Scaphiella bordoni Dumitrescu & Georgescu, 1987 — Венесуэла
- Scaphiella bryantae Dumitrescu & Georgescu, 1983 — Куба
- Scaphiella curlena Chickering, 1968 — Ямайка
- Scaphiella cymbalaria Simon, 1891 — Сент-Винсент, Венесуэла
- Scaphiella kalunda Chickering, 1968 — Виргинские Острова
- Scaphiella maculata Biraben, 1955 — Аргентина
- Scaphiella scutiventris Simon, 1893 — Венесуэла
- Scaphiella septella Chickering, 1968 — Виргинские Острова
- Scaphiella simla Chickering, 1968 — Таиланд
- Scaphiella ula Suman, 1965 — Гавайи
- Scaphiella weberi Chickering, 1968 — Таиланд
- Scaphiella williamsi Gertsch, 1941 — Панама

## Semibulbus
Semibulbus Saaristo, 2007
- Semibulbus zekharya Saaristo, 2007 — Израиль

## Silhouettella
Silhouettella Benoit, 1979
- Silhouettella assumptia Saaristo, 2001 — Ассампшен, Фаркуар
- Silhouettella betalfa Saaristo, 2007 — Израиль
- Silhouettella curieusei Benoit, 1979 — Сейшеллы
- Silhouettella loricatula (Roewer, 1942) — от Европы до Центральной Азии, Северная Африка, Канарские Острова
- Silhouettella tomer Saaristo, 2007 — Израиль
- Silhouettella usgutra Saaristo & van Harten, 2002 — Сокотра

## Simonoonops
Simonoonops Harvey, 2002
- Simonoonops orghidani (Dumitrescu & Georgescu, 1987) — Венесуэла

## Socotroonops
Socotroonops Saaristo & van Harten, 2002
- Socotroonops socotra Saaristo & van Harten, 2002 — Сокотра

## Spinestis
Spinestis Saaristo & Marusik, 2009
- Spinestis nikita Saaristo & Marusik, 2009 — Украина

## Stenoonops
Stenoonops Simon, 1891
- Stenoonops cletus Chickering, 1969 — Ямайка
- Stenoonops dimotus Chickering, 1969 — Ямайка
- Stenoonops econotus Chickering, 1969 — Пуэрто-Рико
- Stenoonops egenulus Simon, 1893 — Венесуэла
- Stenoonops halatus Chickering, 1969 — Антигуа
- Stenoonops hoffi Chickering, 1969 — Куба, Ямайка
- Stenoonops insolitus Chickering, 1969 — Ямайка
- Stenoonops lucradus Chickering, 1969 — Виргинские Острова
- Stenoonops macabus Chickering, 1969 — Ямайка
- Stenoonops minutus Chamberlin & Ivie, 1935 — США, Багамы
- Stenoonops nitens Bryant, 1942 — Виргинские Острова
- Stenoonops noctucus Chickering, 1969 — Виргинские Острова
- Stenoonops opisthornatus Benoit, 1979 — Сейшеллы
- Stenoonops padiscus Chickering, 1969 — Ямайка
- Stenoonops petrunkevitchi Chickering, 1951 — Панама
- Stenoonops phonetus Chickering, 1969 — Пуэрто-Рико
- Stenoonops portoricensis Petrunkevitch, 1929 — Пуэрто-Рико
- Stenoonops reductus (Bryant, 1942) — Виргинские Острова
- Stenoonops scabriculus Simon, 1891 — Вест-Индия

## Sulsula
Sulsula Simon, 1882
- Sulsula parvimana (Simon, 1910) — Намибия
- Sulsula pauper (O. P.-Cambridge, 1876) — Алжир, Египт

## Tapinesthis
Tapinesthis Simon, 1914
- Tapinesthis inermis (Simon, 1882) — Европа (США, ввезён)

## Telchius
Telchius Simon, 1893
- Telchius barbarus Simon, 1893 — Алжир
- Telchius maculosus Denis, 1952 — Марокко
- Telchius transvaalicus Simon, 1907 — Южная Африка

## Termitoonops
Termitoonops Benoit, 1964
- Termitoonops apicarquieri Benoit, 1975 — Конго
- Termitoonops bouilloni Benoit, 1964 — Конго
- Termitoonops faini Benoit, 1964 — Конго
- Termitoonops furculitermitis Benoit, 1975 — Конго
- Termitoonops spinosissimus Benoit, 1964 — Конго

## Triaeris
Triaeris Simon, 1891
- Triaeris barela Gajbe, 2004 — Индия
- Triaeris berlandi Lawrence, 1952 — Конго, Габон
- Triaeris bodanus Chickering, 1968 — Таиланд
- Triaeris equestris Simon, 1907 — Остров Принсипи
- Triaeris glenniei Fage, 1946 — Индия
- Triaeris khashiensis Tikader, 1966 — Индия
- Triaeris lacandona Brignoli, 1974 — Гватемала
- Triaeris lepus Suman, 1965 — Гавайи
- Triaeris macrophthalmus Berland, 1914 — Кения
  - Triaeris macrophthalmus cryptops Berland, 1914 — Кения, Занзибар
  - Triaeris macrophthalmus medius Berland, 1914 — Кения
- Triaeris manii Tikader & Malhotra, 1974 — Индия
- Triaeris melghaticus Bastawade, 2005 — Индия
- Triaeris nagarensis Tikader & Malhotra, 1974 — Индия
- Triaeris nagpurensis Tikader & Malhotra, 1974 — Индия
- Triaeris poonaensis Tikader & Malhotra, 1974 — Индия
- Triaeris pusillus (Bryant, 1942) — Виргинские Острова, Невис
- Triaeris stenaspis Simon, 1891 — от США до Венесуэлы, Вест-Индия, Европа (ввезён)

## Trilacuna
Trilacuna Tong & Li, 2007
- Trilacuna alces Eichenberger & Kranz-Baltensperger, 2011 — Таиланд, Малайзия, Суматра[2]
- Trilacuna angularis Tong & Li, 2007 — Китай
- Trilacuna bilingua Eichenberger & Kranz-Baltensperger, 2011 — Таиланд, Малайзия, Суматра[2]
- Trilacuna clarissa Eichenberger & Kranz-Baltensperger, 2011 — Таиланд, Малайзия, Суматра[2]
- Trilacuna diabolica Eichenberger & Kranz-Baltensperger, 2011 — Таиланд, Малайзия, Суматра[2]
- Trilacuna kropfi Eichenberger & Kranz-Baltensperger, 2011 — Таиланд, Малайзия, Суматра[2]
- Trilacuna merapi Eichenberger & Kranz-Baltensperger, 2011 — Таиланд, Малайзия, Суматра[2]
- Trilacuna rastrum Tong & Li, 2007 — Китай
- Trilacuna werni Eichenberger & Kranz-Baltensperger, 2011 — Таиланд, Малайзия, Суматра[2]

## Unicorn
Unicorn Platnick & Brescovit, 1995
- Unicorn argentina (Mello-Leitao, 1940) — Аргентина
- Unicorn catleyi Platnick & Brescovit, 1995 — Чили
- Unicorn chacabuco Platnick & Brescovit, 1995 — Чили
- Unicorn huanaco Platnick & Brescovit, 1995 — Боливия
- Unicorn socos Platnick & Brescovit, 1995 — Чили
- Unicorn toconao Platnick & Brescovit, 1995 — Чили

## Wanops
Wanops Chamberlin & Ivie, 1938
- Wanops coecus Chamberlin & Ivie, 1938 — Мексика

## Xestaspis
Xestaspis Simon, 1884
- Xestaspis linnaei Ott & Harvey, 2008 — Западная Австралия
- Xestaspis loricata (L. Koch, 1873) — Китай, Микронезия, Австралия
- Xestaspis nitida Simon, 1884 — Алжир, Йемен
- Xestaspis parumpunctata Simon, 1893 — Сьерра-Леоне
- Xestaspis recurva Strand, 1906 — Эфиопия
- Xestaspis reimoseri Fage, 1938 — Коста-Рика
- Xestaspis rostrata Tong & Li, 2009 — Китай
- Xestaspis sertata Simon, 1907 — Биоко
- Xestaspis sis Saaristo & van Harten, 2006 — Йемен
- Xestaspis sublaevis Simon, 1893 — Шри-Ланка
- Xestaspis tumidula Simon, 1893 — Сьерра-Леоне
- Xestaspis yemeni Saaristo & van Harten, 2006 — Йемен

## Xiombarg
Xiombarg Brignoli, 1979
- Xiombarg plaumanni Brignoli, 1979 — Бразилия, Аргентина

## Xyccarph
Xyccarph Brignoli, 1978
- Xyccarph migrans Hofer & Brescovit, 1996 — Бразилия
- Xyccarph myops Brignoli, 1978 — Бразилия
- Xyccarph tenuis (Vellard, 1924) — Бразилия
- Xyccarph wellingtoni Hofer & Brescovit, 1996 — Бразилия

## Xyphinus
Xyphinus Simon, 1893
- Xyphinus abanghamidi Deeleman-Reinhold, 1987 — Борнео
- Xyphinus gibber Deeleman-Reinhold, 1987 — Борнео
- Xyphinus hystrix Simon, 1893 — Сингапур
- Xyphinus lemniscatus Deeleman-Reinhold, 1987 — Борнео
- Xyphinus montanus Deeleman-Reinhold, 1987 — Борнео
- Xyphinus xanthus Deeleman-Reinhold, 1987 — Борнео
- Xyphinus xelo Deeleman-Reinhold, 1987 — Малайзия

## Yumates
Yumates Chamberlin, 1924
- Yumates angela Chamberlin, 1924 — Мексика
- Yumates nesophila Chamberlin, 1924 — Мексика

## Zyngoonops
Zyngoonops Benoit, 1977
- Zyngoonops clandestinus Benoit, 1977 — Конго